# Karsten Vogel
Karsten Vogel (født 11. januar 1943 i København) er cand.phil. i dansk sprog og litteratur fra Københavns Universitet fra 1968. Hans virke er dog mest kendt som musiker, idet han er både komponist, saxofonist og orkesterleder.
Karsten Vogel spillede i 1963 i Brødrene Vogels Kvartet, i årene 1967-1969 med Cadentia Nova Danica og 1967-1972 med Burnin Red Ivanhoe og med sine egne grupper Secret Oyster 1972-1978, Birds of Beauty 1977-1979 og en kvartet fra 1982 og kvintet fra 1985. Karsten Vogel har spillet duo med Kenneth Knudsen fra 1975 samt optrådt med trio i forbindelse med Frits Helmuths oplæsninger af H.C. Andersen og Oehlenschläger. Han har komponeret musik til Radiojazzgruppen og til DR RadioUnderholdningsOrkestret og filmmusik til Er I bange, Er du grønlænder.
Karsten Vogel har modtaget flere arbejdslegater og stipendier, herunder Statens Kunstfonds 3-årige komponiststipendium og den livsvarige kunstnerydelse.
Endvidere ernærer Karsten Vogel sig også som underviser i saxofonspil.

## Diskografi
- John Tchicai & Cadentia Nova Danica Cadentia Nova Danica (Polydor 1968)
- Burnin Red Ivanhoe (Sonet 1969)
- Burnin Red Ivanhoe W.W.W. (SLPS 1971)
- Secret Oyster Secret Oyster (Furtive Pearl) (CBS 1973)
- Secret Oyster Sea Son (CBS 1974)
- Secret Oyster Straight to the Krankenhaus (CBS 1977)
- Karsten Vogel Birds of Beauty (CBS 1977)
- Burnin Red Ivanhoe Shorts Pick-Up (PULP 1979)
- Frits Helmuth/Karsten Vogel Vinden fortæller om Valdemar Daae og hans Døttre  (Sonet 1980)
- Karsten Vogel Signature (Artic 1983)
- Frits Helmuth/ Karsten Vogel Guldhornene og Billedbog uden Billeder (Danica 1985)
- Karsten Vogel Evergreens (Storyville 1989)
- Karsten Vogel Sindbillede Music (Mecca 1990)
- Frits Helmuth/ Karsten Vogel Ganske meget i live (Capato 1993)
- Karsten Vogel Nordic Frames (DaCapo 1996, mit Kenneth Knudsen & Michael Friis)
- Karsten Vogel God only knows (Stunt 1997)
- Karsten Vogel Light when Dark (Tutl 2000, mit Kristian Blak)
- Communio Musica Special Alloy (Olufsen 2000)
- Brandt-Vogel Modul(e) (OYSTCD 2005)
- VogelSteinmetzQuartet Sweet & Aggressive (OYSTCD 2006)
- Dr. L. Subramaniam – Karsten Vogel Meetings (Calibrated 2007)
- Hugh Steinmetz Sextet The Cherry Blossom (Hummin' Records 2007)